# Tropidocephala umbrina
Tropidocephala umbrina är en insektsart som beskrevs av Rauno E. Linnavuori 1973. Tropidocephala umbrina ingår i släktet Tropidocephala och familjen sporrstritar. Inga underarter finns listade i Catalogue of Life.